# Tabuaço
Tabuaço is een gemeente in het Portugese district Viseu.
De gemeente heeft een totale oppervlakte van 134 km2 en telde 6785 inwoners in 2001.

## Kernen
- Adorigo
- Arcos
- Barcos
- Chavães
- Desejosa
- Granja do Tedo
- Granjinha
- Longra
- Paradela
- Pereiro
- Pinheiros
- Santa Leocádia
- Sendim
- Tabuaço
- Távora
- Vale de Figueira
- Valença do Douro